# Loď Q

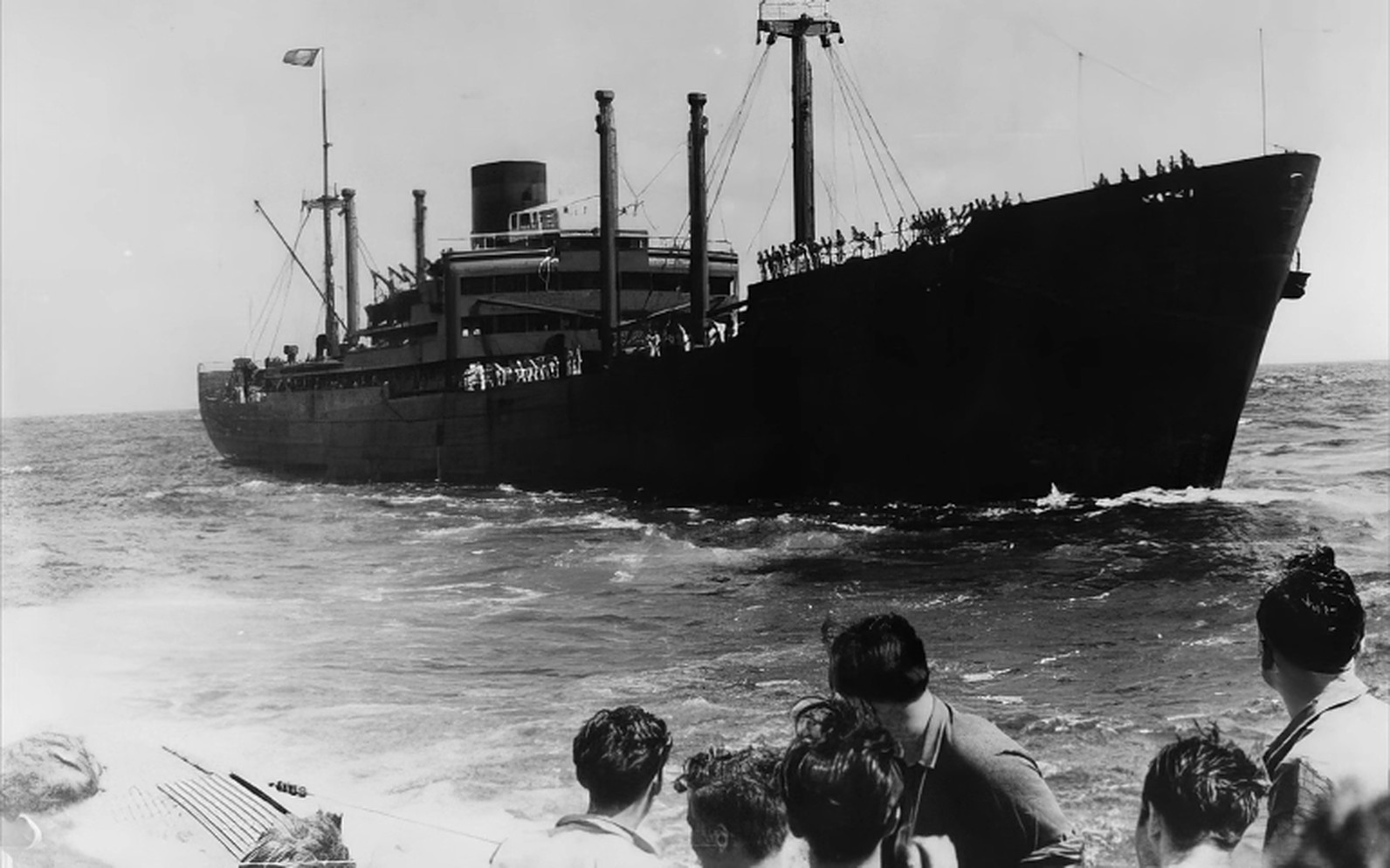
Kormoran se setkává s něm. ponorkou (1940)

Loď Q je označení pro válečnou loď či ozbrojenou obchodní loď disponující zamaskovanou těžkou výzbrojí, která se vydává za neozbrojenou obchodní loď. Obvykle je jejím účelem boj proti pirátům, korzárům či lehkým válečným lodím napadajícím obchodní lodě, které k sobě láká coby na pohled bezmocná kořist, aby je následně za pomoci momentu překvapení zlikvidovala, některé však byly budovány i pro útoky na obchodní lodi.
Filosofie lodi Q se objevila nejpozději v 17. století (např. britská HMS Kingfisher vybudovaná jako past na alžírské piráty). Velkého rozvoje dosáhla za první světové války, kdy Britové začali houfně budovat lodě Q jako protiponorkové pasti, ovšem jejich přínos byl pochybný, protože jejich zprvu úspěšné nasazení vedlo jen k tomu, že Německo přešlo k mnohem brutálnějším způsobům ponorkového boje, proti nimž se už lodě Q nemohly efektivně uplatnit. Na druhé straně, která používala Q lodi k narušování lodní dopravy nepřítele, se proslavil pomocný křižník SMS Wolf, který v letech 1916-1918 absolvoval bojovou plavbu z Kielu až do vod Austrálie a zpět.
Q lodě se uplatnily i ve druhé světové válce. Jednou z nejznámějších se stal německý pomocný křižník Kormoran, který se 11. listopadu 1941 střetl v krátkém a zuřivém boji "na blízko" s australským lehkým křižníkem HMAS Sydney, který ho chtěl prověřit. Obě lodi se vzájemně potopily.